# Muholovka
Muholovka je sredstvo za lov, ubijanje ili hvatanje muha i drugih letećih kukaca (osa, moljaca, komaraca i drugih). Većina tih sredstava je smrtonosna za kukce, no neka od njih posebno su oblikovana radi hvatanja živih kukaca nakon čega se oni mogu pustiti na slobodu. Da bi privukle kukce u klopku, neke muholovke rabe ugljični dioksid, ultraljubičasto svjetlo ili kemijske mirise, dok druge koriste ventilatore da bi proizvele struju zraka koja usisava leteće kukce, posebno komarce i mušice, koji su slabi letači. Jednom uhvaćeni, kukci brzo dehidriraju i uginu.

## Vrste muholovki
- Obična mlatilica za muhe.
- Električna mlatilica za muhe.
- Uvećani prikaz troslojne mreže: šipke i mrežica suprotno su nabijeni.
- Uvećani prikaz jednoslojne mreže: susjedne šipke suprotno su nabijene.
- Pištolj za muhe.
- Tri staklenke za muhe, Srednja Europa, početak 20. stoljeća.
- Shema rada staklenke za muhe.
- Ljepljiva traka za muhe.
- Afrička muholovka od konjske dlake, Obala Bjelokosti.